# Heinrich Schröder (Politiker, 1912)
Wilhelm Heinrich Theobald Johann Schröder (* 31. Mai 1912 in Huchting; † 12. Oktober 1975) war ein Landwirt und Politiker (SRP) und Mitglied der Bremischen Bürgerschaft.

## Biografie
Nach dem Tod des Vaters übernahm er im November 1937 den elterlichen Bauernhof. Im Mai 1933 trat er in die NSDAP ein und war von Mai 1933 bis Oktober 1943 Mitglied der SA und danach von Oktober 1943 bis 1945 in der Waffen-SS.
Im April 1948 wurde Schröder als „Mitläufer“ entnazifiziert. Nach eigenen Angaben im Meldebogen wurde er von seinem Vater zum Beitritt zur NSDAP und zur SA „gezwungen“, zur Waffen-SS „eingezogen“.
Nach Kriegsende erfolgte die Weiterführung des eigenen Hofes. Von Januar bis September 1952 war er als Nachfolger von Otto Bernhard für die rechtsgerichtete Sozialistische Reichspartei (SRP) Mitglied der Bremischen Bürgerschaft, die SRP löste sich am 12. September auf und am wurde am 23. Oktober 1952 als verfassungswidrig verboten.
Seit 1937 war er mit Helene Henriette Rohlfs verheiratet.